# Beni Bechir
Beni Bechir è un comune dell'Algeria, situato nella provincia di Skikda.